# Vojnatina
Vojnatina (em húngaro: Vajna) é um município da Eslováquia, situado no distrito de Sobrance, na região de Košice. Tem 7,69 km² de área e sua população em 2018 foi estimada em 242 habitantes.

## Demografia
| Ano:        | 1994 | 2004   | 2014   | 2024   |
| ----------- | ---- | ------ | ------ | ------ |
| Broj ljudi: | 259  | 238    | 246    | 232    |
| Razlika:    |      | -8,10% | +3,36% | -5,69% |

| Ano:               | 2023 | 2024   |
| ------------------ | ---- | ------ |
| Número de pessoas: | 233  | 232    |
| Diferença:         |      | -0,42% |